# Italian Playboys
Italian Playboys è un album discografico del gruppo musicale italiano Link Quartet, pubblicato nel 2004 dalla Hammond Beat Records.

## Il disco
È il terzo album musicale dei Link Quartet, contiene 14 tracce.

## Tracce
1. Move Move Move – 3:04
2. Italian Playboys – 3:24
3. Deliquesced by Devonshire – 3:21
4. Milwaukee Hunter – 3:49
5. Rubber Monkey – 2:28
6. Greased on Delta Street (version 2) – 4:11
7. Janine – 2:42
8. Portofino Vespa Rider – 3:19
9. Ladyshave – 3:31
10. Glass Onion – 3:23
11. Briar Patch – 2:26
12. After and Once Again – 4:49
13. Spider Baby – 3:32
14. Take Four – 5:02

## Formazione
- Paolo Negri - hammondista
- Renzo Bassi - basso
- Antonio Baciocchi - batteria
- Giulio Cardini - chitarra